# Данильчин Кут
Дани́льчин Кут, до ВОВ Дани́лкин Кут (укр. Данильчин Кут) — село в Валковской городской общине Богодуховского района Харьковской области Украины.
Код КОАТУУ — 6321283002. Население по переписи 2001 г. составляет 50 (18/32 м/ж) человек.

## Географическое положение
Село Данильчин Кут находится в 5-и км от г. Валки, примыкает к селу Катричовка, в 1-м км села Кобзарёвка.
К селу примыкают лесные массивы лес Казённый и лес Почтовый.

## История
- 1804 — дата основания.
- В 1940 году, перед ВОВ, на хуторе Данилкин Кут были 55 дворов.[1]